# Maurice Allègre
Pour les articles homonymes, voir Allègre (homonymie).
 (avril 2012).
Si vous disposez d'ouvrages ou d'articles de référence ou si vous connaissez des sites web de qualité traitant du thème abordé ici, merci de compléter l'article en donnant les références utiles à sa vérifiabilité et en les liant à la section « Notes et références ».
Maurice Allègre, né le 16 février 1933 à Antibes, est un haut fonctionnaire français.

## Biographie

### Jeunesse et études
Après des études secondaires au collège d'Antibes et au lycée Thiers, Maurice Allègre intègre l'École polytechnique (1951). Il entre au Corps des mines, suit le cours de l'École des Mines de Paris et obtient le diplôme d'ingénieur de l'École nationale supérieure du pétrole et des moteurs. Il a également une licence en droit.

### Parcours professionnel
En 1957, il entre à la Direction des carburants au Ministère de l'Industrie. En 1962, il devient Directeur des mines de l'Organisme saharien à Alger jusqu'en 1964. En 1965, il devient conseiller technique au cabinet de Valéry Giscard d'Estaing (ministre des Finances). En 1966, il entre au cabinet de Michel Debré (ministre de l'Économie et des Finances). En 1967, il devient l'adjoint de Robert Galley, alors délégué à l'informatique. 
Le 30 mai 1968, les évènements de mai 68 ayant entraîné une refonte du gouvernement, Robert Galley devient ministre et Maurice Allègre lui succède comme délégué à l'informatique, responsable de la mise en œuvre du Plan Calcul. Il devient président de l'Institut de recherches d'informatique et d'automatique (IRIA) jusqu'en 1974, et président de la Commission permanente de l'Électronique du Plan. Pendant cette période, Allègre s'était choisi comme principal adjoint un de ses camarades de promotion de Polytechnique, Michel Monpetit, qui, tout en s'occupant d'affaires industrielles, se consacra avec une grande énergie à la promotion de la recherche en informatique et notamment au développement de l'IRIA. La stratégie industrielle mise en œuvre par Allègre et Monpetit a consisté à rassembler les forces vives industrielles en matière de construction d'ordinateurs sous la houlette de la CII, et à catalyser une fusion industrielle européenne de CII, Philips Data Systems et Siemens, avec création d'une nouvelle société, Unidata. L'opération échoua pour diverses raisons, notamment la gouvernance et l'équilibre des aides publiques nationales[réf. nécessaire].
En 1974, il doit abandonner toutes ses fonctions liées au Plan Calcul à la suite d'un désaccord de fond avec le nouveau ministre de l'industrie, Michel d'Ornano, sur la stratégie industrielle en informatique. La Délégation à l'informatique, service du Premier ministre dont Allègre était responsable, est alors coupée en deux parties de taille inégale : la Direction des Industries Électroniques et de l'Informatique (DIELI), confiée à Jean-Claude Pelissolo, et la Mission à l'Informatique (MI), chargée de faire la promotion des usages dans l'informatique dans l'Administration et la société civile française. La DIELI était rattachée au ministre de l'industrie et la MI au Premier ministre. DIELI et MI furent à nouveau rassemblées sous l'autorité de Pelissolo en 1979.
En 1975, Allègre part pour la Nouvelle-Calédonie où il est chargé d'une mission sur l'industrie du nickel. En 1976, il devient Directeur général adjoint à l'Institut français du pétrole jusqu'en 1981[réf. nécessaire]. En 1982, Jean-Pierre Chevènement, ministre d'État, ministre de la Recherche et de la technologie, crée dans son nouveau ministère un poste de Directeur du Développement scientifique et technologique, que Maurice Allègre occupe jusqu'en 1984. Allègre essaie alors de développer la recherche privée en informatique. Il crée un "programme mobilisateur" sur l'informatique, confié à un jeune ingénieur polytechnicien, François Levieux, dont le rôle est de créer et d'animer des « projets nationaux » dont le premier, le projet VLSI, doit permettre le développement de microprocesseurs en France
En 1988, il devient directeur général puis président du Bureau de recherches géologiques et minières (BRGM) jusqu'en 1992. En 1993, il devient Président de l'ANDRA Agence nationale pour la gestion des déchets radioactifs jusqu'en 1998. En 1998, il devient consultant international sur les questions énergétiques.

## Post-carrière
Réagissant à un article sur la genèse d'Internet, Maurice Allègre, ex coordinateur du Plan calcul évoque le réseau cyclades et Louis Pouzin dans Courrier des lecteurs du Monde, en 1999. Dans les années qui suivent, Louis Pouzin l'inventeur de Cyclades s'investit à titre bénévole dans la gouvernance d'Internet  car depuis le lancement en 2003 du Sommet mondial sur la société de l'information (SMSI),  a conquis l'oreille des responsables chinois, indiens et brésiliens. Ces expressions publiques de responsables de l'informatique à l'époque du plan calcul font suite à l'analyse des débuts de l'Arpanet, rappelé  par Michel Elie dans Le Monde du 2 février 1997, qui sera plusieurs fois actualisée, d'abord en 2002 dans une version plus longue, puis dans une version mettant en perspective l'évolution du réseau et ses dangers au cours des deux dernières décennies .

## Arts et littérature
La délégation Générale à l'Informatique et sa figure principale Maurice Allègre apparaissent à de nombreuses reprises dans Comédies Françaises, un roman-enquête d’Eric Reinhardt publié en 2020 aux Éditions Gallimard. Le roman-enquête, consacré au lobbying, est une fiction-enquête, évoquant comment Ambroise Roux patron de la CGE a obtenu du président Valéry Giscard d'Estaing en 1974-1975, au début des surfacturations aux PTT, l'abandon du Plan Calcul, d'Unidata, de la délégation Générale à l'Informatique, et du Réseau Cyclades.